# Хо Гюн
Хо Гюн (хангыль : 허균 ; ханджа :許 筠, 10 декабря 1569 — 12 октября 1618) — корейский писатель, поэт и политик периода Чосон. Он также был известен под псевдонимами Гёсан (교산 蛟山) и Сонсо (성소 惺所). Хо Гюн родился в клане Янчхон Хо в городе Каннын в семье Хо Ёпа и его второй жены, леди Ким из клана Каннын Ким. Сестра Хо Гюна, Хо Нансолхон, была поэтессой. Семья Хо принадлежала к дворянскому сословию (янбан) (его отец был мэром Каннына), поэтому Хо Гюн получил солидное образование и в 1594 году сдал высший государственный экзамен страны. Под сильным влиянием своего наставника И Даля 李達 Хо Гюн стал прогрессивным и либеральным мыслителем, мечтавшим построить более прогрессивное общество, устранив конфуцианские элементы в социальной, литературной и политической сферах. Хо продолжал служить правительству Чосон на таких должностях, как министр Совета по наказаниям и государственный советник. В ходе своей политической карьеры он несколько раз был сослан за участие в политических распрях и в конечном итоге был казнен по обвинению в государственной измене во время правления принца Кванхэ.
Хо часто называют автором знаменитой корейской истории «Сказка о Хон Гильдоне», которая во многом отражает его прогрессивное мышление, хотя его авторство оспаривается.